# امبدینگ
امبدینگ (به انگلیسی: embedding) یا کت گوت (به انگلیسی: cutgut) یکی از فنون نو در طب سوزنی است. در این روش، به جای استفاده از سوزن، نخ‌های قابل جذبی از جنس cutgut (همان نخ‌ بخیه) در نقاط طب سوزنی کاشته می‌شود.
1. ↑  خانه هومیوپاتی وطب سوزنی. «طب سوزنی برای لاغری». ahasc.net.
2. ↑  «درباره امبدینگ، سایت تخصصی امبدینگ ایران». بایگانی‌شده از اصلی در ۳۱ دسامبر ۲۰۱۳. دریافت‌شده در ۱۷ ژوئن ۲۰۱۳.
3. ↑  «Embedding acupuncture, YAMAMOTO institute». بایگانی‌شده از اصلی در ۴ ژوئن ۲۰۱۳. دریافت‌شده در ۱۷ ژوئن ۲۰۱۳.
4. ↑  «Catgut embedding acupuncture». بایگانی‌شده از اصلی در ۱ ژوئن ۲۰۱۳. دریافت‌شده در ۱۷ ژوئن ۲۰۱۳.
5. ↑  Localized argyria 20-years after embedding of acupuncture needles.

یکی از روش‌های نوین در لاغری امبدینگ است. این روش که یکی از زیر شاخه های طب مکمل است، تاثیر زیادی در لاغری دارد.در امبدینگ با قرار دادن نخ‌های قابل جذب در بدن، سوخت‌وساز چربی‌ها در بدن افزایش یافته و همچنین گردش خون نیز بهبود می‌یابد.
نخ‌هایی که در امبدینگ به کار برده می‌شود، کاملاً قابل جذب می باشد در نتیجه نگرانی جهت خارج کردن آنها از بدن نداشته باشید. این نخ ها در واقع همان نخ‌ بخیه هستند که به آنها کات‌گوت (cutgot) گفته می‌شود.
از آنجا که چاقی ممکن است به دلایل مختلفی از جمله کم‌کاری تیروئید، چاقی‌های عصبی و به هم خوردن تعادلات هورمونی بدن و دیگر دلایل به وجود آمده باشد، توصیه می‌کنیم حتما قبل از انجام امبدینگ از  دلایل چاقی خود اطلاعاتی داشته باشید. چراکه برای مثال در چاقی‌های هورمونی این روش پاسخگو نمی‌باشد.
به‌عنوان جمع‌بندی نهایی
به‌عنوان جمع‌بندی نهایی. امبدینگ کاهش وزن یا کاشت نخ برای درمان چاقی روشی مقرون به صرفه ازنظر وقت. هزینه، عوارض درمانی و اثربخشی است. که امروزه در .بسیاری از مراکز تخصصی طب سوزنی یا درمان چاقی مورد استفاده قرار می‌گیرد.
نکته نهایی این‌که این روش درمانی در سایر بیماری‌هایی. که بیمار امکان حضور ۲ بار در هفته در کلینیک را ندارد نیز توصیه می‌شود.

## ریشه لغوی
امبدینگ به معنی سوراخ کردن و قرار دادن است. تعبیه نخ برای اشاره به گروهی از اقدامات پزشکی استفاده می شود که با قرار دادن سوزن های کوچک جراحی قابل جذب در نقاط خاص یا قسمت های بدن مشخص می شود. این سوزن ها در طی دو هفته تا دو ماه یک اثر درمانی طولانی مدت دارند. منشأ اصلی این روش ها پزشکی شرقی یا پزشکی کره ای است. اما ، به تدریج طرفداران خود را در سراسر جهان پیدا می کند ، زیرا در مقایسه با طب سوزنی ، نیازی به ویزیت های مکرر در طول هفته ها ندارد و اثر درمانی آن در طی چند بازدید با فواصل 2-3 هفته حاصل می شود.

## روش درمانی
این شیوه درمانی یک روش تقریباً نو در طب سوزنی به شمار می‌آید. در این روش، درمانگر طب سوزنی به جای استفاده از سوزن، نخ‌های قابل جذبی از جنس cutgut (همان نخ‌ بخیه) را در نقاط طب سوزنی می‌کارد. این نخ‌ها تقریباً سه هفته در بدن باقی می‌مانند و در حین جذب‌شدن نقاط مربوط به طب سوزنی را پیوسته تحریک می‌کنند. در واقع، در این روش بدن انسان به نخ‌های کاشته‌شده همان واکنش به سوزن‌های طب سوزنی را از خود نشان می‌دهد.

## امبدینگ و لاغری
کاشت نخ و لاغری با نخ یا همان امبدینگ یکی از کم‌هزینه‌ترین و کم‌دردترین روش‌های لاغری شناخته شده می‌باشد. امبدینگ به عنوان یکی از زیر شاخه‌های طب سوزنی علاوه بر کاربرد در لاغری موضعی برای رفع چین و چروک‌های صورت و همچنین کاهش درد در نقاط مختلف بدن کاربرد دارد.
یکی از بهترین روش‌های کاهش وزن، لاغری موضعی با امبدینگ است.

## تاریخچه
امبدینگ سی سال پیش نخستین‌بار توسط پزشکان فرانسوی، برای بهبود کیفیت زندگی بیماران سرطانی و بیمارانی که مجبور به استفاده از روش‌های درمانی رادیوتراپی و شیمی‌درمانی بودند، انجام شد. در واقع، درمانگران برای کاهش حالت تهوع، استفراغ و بی‌اشتهایی بیماران از طب سوزنی و تحریک نقاط طب سوزنی استفاده کردند. از آن جا که این بیماران - به دلیل شرایط خاص جسمانی - امکان حضور مکرر - سه بار در هفته - در مطب پزشک را نداشتند، درمانگران برای درمان آنان از روش امبدینگ استفاده کردند تا با این روش نیاز به حضور بیماران سرطانی در مطب از بین برود.